# YOLO
YOLO — є абревіатурою фрази англ. you only live once («ти живеш тільки раз»). Сучасний аналог латинського вислову Carpe diem (використовуй мить, що маєш зараз). YOLO — це заклик до життя «на повну», іноді навіть може служити спонуканням для прийняття ризикових рішень. Фраза стала популярним Інтернет-сленгом у 2012 році.
Інтернет-ЗМІ, включаючи The Washington Post та The Huffington Post, схарактеризували YOLO у 2012 році як «нова абревіатура, яку ви полюбите ненавидіти» та «тупа». Абревіатура була піддана критиці за її використання у поєднанні з необачною та легковажною поведінкою.